# Sam M. Lewis

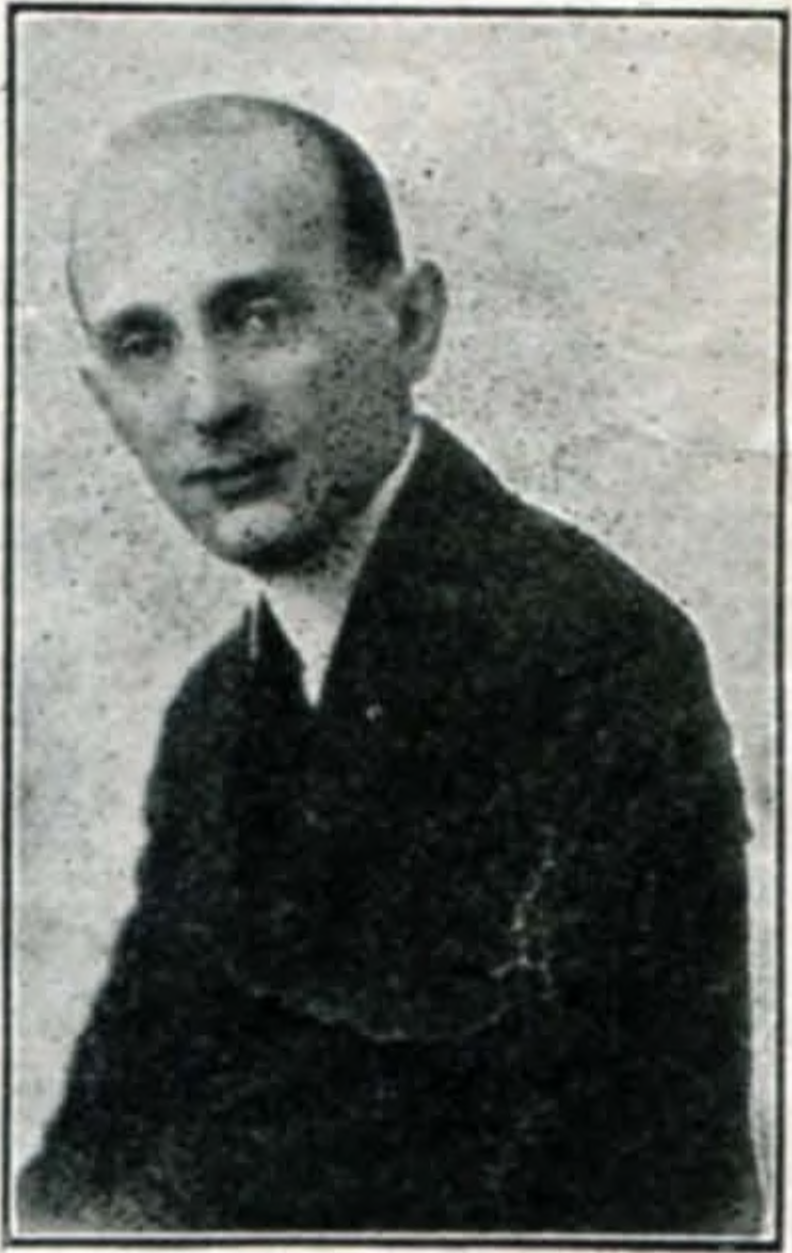
Sam Lewis

Sam M. Lewis (* als Samuel M. Levine, 25. Oktober 1885 in New York City; † 22. November 1959 ebenda) war ein US-amerikanischer Songtexter, bekannt für verschiedene Beiträge zum Great American Songbook.

## Leben und Wirken
Lewis ging in New York zur Schule und sang dann in Cafés in der Stadt, wobei er gelegentlich eigene Songtexte verwendete. Darauf begann er, Material für die Vaudeville-Künstler Van and Schenk und den Minstrelsänger Lew Dockstadter zu schreiben. Lewis’ erster Song war 1906 Beside the Old Oak Tree zur Musik von Ted. S. Brown. Ab 1910 schrieb er weitere Songtexte, wobei Joe Young von 1916 bis in die 1930er-Jahre sein Hauptmitarbeiter war, u. a. bei „How Ya Gonna Keep ’Em Down on the Farm?“. Songs von ihm waren im Hollywood-Musical The Laugh Parade und weiteren Hollywood-Musicals ab Anfang der 1920er-Jahre.
1912 schrieb er die Worte zum Hit That Mellow Melody. 1918 verfasste er mit Joe Young den Text von Rock-a-Bye Your Baby with a Dixie Melody zur Komposition von Jean Schwartz. 1925 bildete ein Team mit Ray Henderson und schrieb die Texte zu Five Foot Two, Eyes of Blue (Has Anybody Seen My Gal?) und (gemeinsam mit Joe Young) zu I’m Sitting on Top of the World. Den Text zu Laugh Clown Laugh für den gleichnamigen Stummfilm von Herbert Brenon schrieb er 1928 (der Song wurde zur Beerdigung des Hauptdarstellers Lon Chaney senior gespielt). Auch arbeitete er mit Victor Young zusammen; mit ihm entstanden die Songs In a Little Spanish Town (1926, Musik Mabel Wayne, Worte mit Victor Young) und Street of Dreams (1932, Musik Victor Young).
Weiterhin schrieb er die Texte der Jazzstandards Dinah (1925, Musik Harry Akst; Text mit Joe Young), Just Friends (1931, Musik John Klenner) und For All We Know (1934, Musik J. Fred Coots). Auch stammt von ihm der englische Text zu Gloomy Sunday (Aufnahme von Hal Kemp 1936).
Lewis, der seine Karriere 1955 beendete, wurde in die Songwriters Hall of Fame aufgenommen.